# Гилман (Ајова)
Гилман (енгл. Gilman) град је у америчкој савезној држави Ајова. По попису становништва из 2010. у њему је живело 509 становника.

## Демографија
Према попису становништва из 2010. у граду је живело 509 становника, што је -91 (-15.2%) становника више него 2000. године.
| Група             | 2000.       | 2010.       |
| Белци             | 595 (99,2%) | 504 (99,0%) |
| Афроамериканци    | 0 (0,0%)    | 0 (0,0%)    |
| Азијати           | 0 (0,0%)    | 0 (0,0%)    |
| Хиспаноамериканци | 2 (0,3%)    | 4 (0,8%)    |
| Укупно            | 600         | 509         |